# Capo Valàr
Capo Valàr è una tradizionale maschera del carnevale di Lazise, sul Lago di Garda. 
Rappresenta il reggente del cosiddetto Marciapié, ossia l'antica Via Arco nel centro del paese, viene nominato a seguito di libere elezioni tra la popolazione in occasione della Sagra del Marciapié, organizzata dalla locale associazione denominata Libera Contrà del Marciapié.
Il vincitore delle consultazioni popolari viene ufficialmente investito della carica nel secondo giorno di festa. che si tiene il mercoledì delle ceneri.
Altri personaggi della manifestazione:
- El Cagnòl
- Quel dal Re